# Desmodema lorum
Desmodema lorum är en fiskart som beskrevs av Richard H. Rosenblatt och Butler, 1977. Desmodema lorum ingår i släktet Desmodema och familjen vågmärsfiskar. Inga underarter finns listade i Catalogue of Life.